# شاکریه
شاکریه (دشت آزادگان)، روستایی از توابع بخش مرکزی شهرستان دشت آزادگان در استان خوزستان ایران است.

## جمعیت
این روستا در دهستان الله‌اکبر قرار دارد و براساس سرشماری مرکز آمار ایران در سال ۱۳۸۵، جمعیت آن ۶۳۶ نفر (۱۰۵خانوار) بوده‌است.